# غسالخانه قزوین
غسالخانه قزوین در قزوین، خیابان سلامگاه، جنوب شرقی بقعه واقع شده و این اثر در تاریخ ۲۵ اسفند ۱۳۷۹ با شمارهٔ ثبت ۳۶۷۱ به‌عنوان یکی از آثار ملی ایران به ثبت رسیده است.